# 음력 10월 10일
음력 10월 10일은 음력 10월의 10번째 날이다.

## 사건
- 1453년 - 계유정난이 발생하다.

## 문화
- 2005년 -
  - 전라남도청이 전라남도 무안군 삼향읍 남악신도시로 이전함.
  - 대한민국 춘포역이 현존하는 최고(最古)의 역사로서 근대문화유산 등록문화재로 지정되었다.

## 탄생
- 1934년 - 대한민국의 배우 이순재.

## 사망
- 1856년 - 조선 후기의 서예가 김정희.
- 2021년 - 대한민국의 가수 이동원.

## 같이 보기
- 음력 360일: 1월 2월 3월 4월 5월 6월 7월 8월 9월 10월 11월 12월
- 전날:10월 9일 다음날:10월 11일 - 전달:9월 10일 다음달:11월 10일
- 양력:10월 10일
- 음력, 윤달